# Kinyongia uthmoelleri
Kinyongia uthmoelleri — вид ігуаноподібних ящірок родини хамелеонових (Chamaeleonidae). Ендемік Танзанії.

## Підвиди
Виділяють два підвиди:
- Kinyongia uthmoelleri uthmoelleri Müller, 1938;
- Kinyongia uthmoelleri artytor Lutzmann, Stipala, Lademann, Krause, Wilms & Schmitz, 2010.

## Поширення і екологія
Kinyongia uthmoelleri мешкають на схилах гори Хананг, в районі кратера Нґоронґоро, зокрема на горі Олдеані, в горах Південного Паре та на нагір'ї Мбулу. Можливо, вони також зустрічаються на схилах гір Кіліманджаро і Меру. Kinyongia uthmoelleri живуть у вологих гірських тропічних лісах, на висоті від 1700 до 2500 м над рівнем моря.